# How Ya Like Me Now
Albums de Kool Moe Dee
Kool Moe Dee
(1986) Knowledge Is King
(1989)
How Ya Like Me Now est le deuxième album studio de Kool Moe Dee, sorti le 3 novembre 1987.
Cet opus comprend un titre homonyme qui est une diss song à l'encontre de LL Cool J, rival de longue date de Kool Moe Dee qui trouvait que celui-ci manquait de respect envers les pionniers du rap Melle Mel et Grandmaster Caz.
L'album s'est classé 4e au Top R&B/Hip-Hop Albums et 35e au Billboard 200 et a été certifié disque de platine par la Recording Industry Association of America (RIAA) le 14 novembre 1988.
En 1996, Nas fait référence à l'album dans le refrain de I Gave You Power (« How you like me now? I go blaow, it's the shit that moves crowds, makin' every ghetto foul. [...] »), extrait de It Was Written, une chanson dans laquelle le rappeur joue un pistolet anthropomorphique. 
En 2004, Usher fait également référence à How Ya Like Me Now dans son tube Yeah!, au troisième couplet interprété par Ludacris et Lil Jon (« [...] How you like me now? [...] »).
En 2008, le titre How Ya Like Me Now est classé à la 31e place des « 100 plus grandes chansons de hip-hop » par VH1.
En 2009, cette chanson figure dans la bande originale du jeu vidéo DJ Hero.
La même année, le nouveau président du Comité national républicain, Michael S. Steele, fait lui aussi référence à Kool Moe Dee dans les commentaires qu'il adresse au Président Obama : « I would say to the new president, congratulations. It is going to be an honor to spar with him. And I would follow that up with: How do you like me now? ».

## Liste des titres
| No  | Titre              | Contient un (des) sample(s) de | Durée |
| --- | ------------------ | --- | ----- |
| 1.  | How Ya Like Me Now | Night Train de James Brown Papa's Got a Brand New Bag de James Brown Talkin' Loud & Sayin' Nothing (Pt 1 & 2) de James Brown                            | 5:37  |
| 2.  | Wild Wild West     | Space Cowboy du Jonzun Crew | 4:40  |
| 3.  | Way Way Back       | Apache de l'Incredible Bongo Band I Like Funky Music d'Uncle Louie Troglodyte (Cave Man) du Jimmy Castor Bunch                                          | 4:32  |
| 4.  | 50 Ways            | 50 Ways to Leave Your Lover de Paul Simon | 5:00  |
| 5.  | No Respect         | Respect d'Aretha Franklin | 5:24  |
| 6.  | Don't Dance        | | 4:25  |
| 7.  | I'm a Player       | Get Up (I Feel Like Being a) Sex Machine de James Brown Papa Don't Take No Mess de James Brown My Thang de James Brown Shifting Gears de Johnny Hammond | 3:57  |
| 8.  | Suckers            | | 4:44  |
| 9.  | Stupid             | | 4:25  |
| 10. | Rock You           | | 3:57  |
| 11. | Get Paid           | Do You Know What Time It Is? de Kool Moe Dee | 3:19  |